# Acid picric
 Acidul picric este un compus organic cu formula chimică C6H3N3O7, denumirea chimică sistematică 2,4,6-trinitrofenol. Sărurile acidului se numesc picrați.

## Proprietăți
Acidul picric se prezintă sub formă de cristale galbene cu gust amar greu solubile în apă, ușor solubile în benzol, etanol. Acidul a atrage sarcinile negative ca (-NO2) , prin gruparea fenolică este un acid tare (pKs = 1,02). In aer arde cu fum abundent, la o încălzire rapidă sau la o aprindere însoțită cu lovire este exploziv cu o viteză a undei de detonație de 7.100 m/s. Această undă este de 10 ori mai rapidă ca a TNT-ului. In contact cu metalele acidul are o acțiune agresivă formând picrate metalice explozive.
Acidul picric este toxic, produce reacții alergice în contact cu pielea, prin depozitare cu apă se reduce sensibilitatea explozivă la lovituri sau frecări.

## Obținere
Acidul picric se obține prin sulfonarea cu acid sulfuric concentrat a fenolului urmată de o tratare cu acid azotic.
O altă metodă este obținerea din rășina plantei Xanthorröa australis.

## Utilizare
Acidul era folosit la fabricarea unor coloranți și grenadelor în cel de al doilea război mondial fiind ulterior înlocuit de TNT.

## Istoric
Este printre primele substanțe explosive folosite din anii 1886, fiind numit Lyddit, Ekrasit, Shimose sau Melinit. Acidul este descoperit de chimistul francez Eugène Turpin (1848-1927). Acidul picric a intrat în istorie prin explozia de la Halifax (Canada) din 1917, explozie provocată prin coliziunea a două vapoare, una din ele transporta (35 tone debenzol, 63 tone de nitrat de celuloză, 2300 tone de acid picric și 200 tone deTNT). Este considerată ca una dintre cele mai puternice explozii din istorie înaintea exploziilor nucleare. Utilizarea acidului picric pentru fabricarea vopselelor din cauza toxicității sale a fost sistată.